# مریدا، یوکاتان
مریدا (به اسپانیایی: Mérida, Yucatán) از شهرهای کشور مکزیک است که در ایالت یوکاتان قرار دارد و جمعیت آن طبق سرشماری سال ۲۰۱۰ میلادی ۹۷۰٬۳۷۷ نفر بوده است.

## حکمران

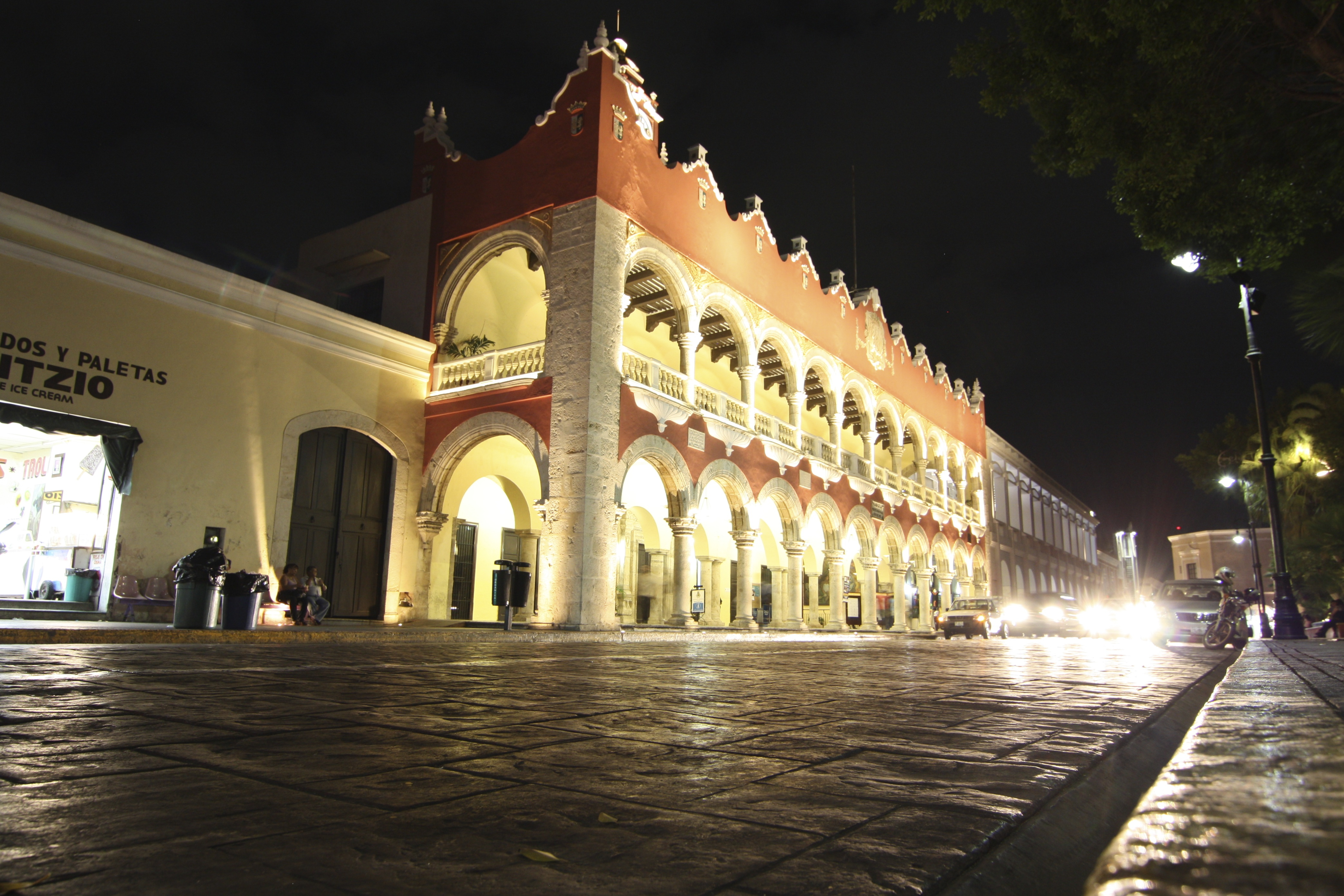
مریدا، یوکاتان

کاخ شهرداری مریدا ، مقر شهرداری و دفتر شهردار.فضای داخلی ساختمان کاخ دولت که توسط نقاشی های دیواری توسط فرناندو کاسترو پاچکو تزئین شده است‌ مریدا پایتخت قانون اساسی ایالت یوکاتان است. مقامات دولت ایالتی در اینجا زندگی می کنند. دولت محلی یا محلی تحت اختیار شورای شهر (Ayuntamiento) سرمایه گذاری می شود که در کاخ شهرداری مریدا واقع در مرکز شهر مستقر است. شورای شهر توسط یک رئیس جمهور یا شهردار و یک مجمع متشکل از تعدادی پادشاه (رجیدورها) و معتمدین (síndicos) اداره می شود. شهردار فعلی رنان باررا کانچا است که از 1 سپتامبر 2018 کار خود را آغاز کرد